# أمطار كاستامير
أمطار كاستامير (بالإنجليزية: The Rains of Castamere)‏ هي الحلقة التاسعة من الموسم الثالث من المسلسل الفانتازي صراع العروش، المقتبس من سلسلة روايات أغنية الجليد والنار للمؤلف جورج ر. ر. مارتن، وهي الحلقة رقم 29 من المسلسل ككل. عُرضت الحلقة أول مرة في 2 يونيو 2013، على شبكة إتش بي أو المنتجة للمسلسل، وكانت من كتابة ديفيد بينيوف، ودي. بي. وايس، ومن إخراج ديفيد نتر.

## ملخص الحلقة
في الشمال، يَصِل (سام) و(جيلي) إلى الجدار، أمّا (بران) ومجموعَتِه يحتمونَ في أحد الأبراج من العاصفة؛ وقريباً منهم يكون (جون سنو) مع مجموعة الهَمج حيثُ يُخطّطون لقتلِ مُزارعٍ هُناك. يَقع (جون سنو) في ورطة، يُدرِك (بران) ذلك فيقوم باستخدامِ قُدراتِه الخاصّة ليتحكّم بالذئب ويُنقِذ (جون) الذي يَقتُل بدورِه (أوريل). وفي القارّة الأخرى تَهجُم (دينريس) على مدينة «يونكاي» وتنتَصر. اليوم هوَ يوم الزفاف في قلعة (فراي)، يعتذر (روب) من (فراي) ويتظاهر ذاك الأخير بقبول الاعتذار، ويبدأ حفل الزفاف. بعدَ مضيّ بعض الوقت يهجم آل (فراي) على آل (ستارك) ويقتلون (روب) وزوجته (تاليسا) ووالدته (كاتلين). تَصِل (آريا) و(كليغان) في ذاتِ الوقت ويشهدان جُزءاً من المجزرة، يفهَم (كليغان) ما يحدُث فيُسارِع بالهرب مع (آريا) إلى بر الأمان.

## الإنتاج
سيناريو الحلقة كان من كتابة ديفيد بينيوف، ودي. بي. وايس، وأُختير ديفيد نتر لإخراجها. كان روبرت ماكلاكلن مديرًا لتصوير الحلقة، وأورال نوري أوتي محررًا لها، أما موسيقى الحلقة التصويرية فكانت من تلحين رامين جوادي.

## نسب المشاهدة
| الموسم | الموسم | رقم الحلقة | رقم الحلقة | رقم الحلقة | رقم الحلقة | رقم الحلقة | رقم الحلقة | رقم الحلقة | رقم الحلقة | رقم الحلقة | رقم الحلقة | المتوسط |
| الموسم | الموسم | 1          | 2          | 3          | 4          | 5          | 6          | 7          | 8          | 9          | 10         | المتوسط |
| ------ | ------ | ---------- | ---------- | ---------- | ---------- | ---------- | ---------- | ---------- | ---------- | ---------- | ---------- | ------- |
|        | 1      | 2.22       | 2.20       | 2.44       | 2.45       | 2.58       | 2.44       | 2.40       | 2.72       | 2.66       | 3.04       | 2.52    |
|        | 2      | 3.86       | 3.76       | 3.77       | 3.65       | 3.90       | 3.88       | 3.69       | 3.86       | 3.38       | 4.20       | 3.80    |
|        | 3      | 4.37       | 4.27       | 4.72       | 4.87       | 5.35       | 5.50       | 4.84       | 5.13       | 5.22       | 5.39       | 4.97    |
|        | 4      | 6.64       | 6.31       | 6.59       | 6.95       | 7.16       | 6.40       | 7.20       | 7.17       | 6.95       | 7.09       | 6.84    |
|        | 5      | 8.00       | 6.81       | 6.71       | 6.82       | 6.56       | 6.24       | 5.40       | 7.01       | 7.14       | 8.11       | 6.88    |
|        | 6      | 7.94       | 7.29       | 7.28       | 7.82       | 7.89       | 6.71       | 7.80       | 7.60       | 7.66       | 8.89       | 7.69    |
|        | 7      | 10.11      | 9.27       | 9.25       | 10.17      | 10.72      | 10.24      | 12.07      | غ/م        | غ/م        | غ/م        | 10.26   |
|        | 8      | 11.76      | 10.29      | 12.02      | 11.80      | 12.48      | 13.61      | غ/م        | غ/م        | غ/م        | غ/م        | 11.99   |

## وصلات خارجية
- أمطار كاستمير على موقع IMDb (الإنجليزية)
- أمطار كاستمير على موقع ميتاكريتيك (الإنجليزية)
- أمطار كاستمير على موقع روتن توميتوز (الإنجليزية)
- أمطار كاستمير على موقع أول موفي (الإنجليزية)